# Girls, Girls, Girls
Girls, Girls, Girls är Mötley Crües fjärde studioalbum, släppt 1987. Titelspåret och "Wild Side" blev stora hits. Albumet blev tvåa på Billboard 200 och har sålt platina flera gånger om.

## Låtlista
1. "Wild Side" (Tommy Lee/Vince Neil/Nikki Sixx) - 4:40
2. "Girls, Girls, Girls" (Tommy Lee/Mick Mars/Nikki Sixx) - 4:30
3. "Dancing on Glass" (Mick Mars/Nikki Sixx) - 4:18
4. "Bad Boy Boogie" (Tommy Lee/Mick Mars/Nikki Sixx) - 3:27
5. "Nona" (Nikki Sixx) - 1:27
6. "Five Years Dead" (Nikki Sixx) - 3:50
7. "All in the Name of..." (Vince Neil/Nikki Sixx) - 3:39
8. "Sumthin' for Nuthin'" (Nikki Sixx) - 4:41
9. "You're All I Need" (Tommy Lee/Nikki Sixx) - 4:33
10. "Jailhouse Rock" (Live) (Jerry Leiber/Mike Stoller) - 4:39